# Richard Rößler (Schwimmer)
Richard Karl August Rößler (* 25. August 1881 in Breslau; † 1. Juni 1969 in Weiden in der Oberpfalz) war ein deutscher Schwimmer.

## Karriere
Richard Rößler trat bei den Olympischen Sommerspielen 1908 in London im Wettkampf über 200 m Brust an. Er schied im Vorlauf aus.